# Hans Ubachs
J.G.M.T. (Hans) Ubachs (Heerlen, 25 février 1961) est un administrateur et homme politique néerlandais du D66. Le 11 décembre 2018, il est devenu le maire de la commune de Best. Le 18 février 2025, il a dû démissionner de son poste en raison de problèmes de santé.

## Biographie
Ubachs a étudié à l'heao de Sittard et au SPD Business Administration. De 1984 à 1990, il a été le président national du groupe d'intérêt SPD (qui compte 3500 membres). Avant de devenir conseiller municipal, il a travaillé comme gestionnaire de comptes chez Bureau central de la statistique et Leeuwenborgh Contracting.
Ubachs a été conseiller municipal dans l'ancienne municipalité d'Onderbanken de 1996 à 2002. De 2002 à 2010, il a été échevin des finances et des marchés publics, de l'aménagement du territoire, de l'environnement, du logement et des affaires sociales dans cette municipalité. Dans cette fonction, il a acquis une notoriété nationale en promouvant le portefeuille AWACS. En 2010, il devient échevin des Finances, de l'Aménagement du territoire, du Logement, des Monuments, de la Circulation et des Transports et des Travaux publics dans l'ancienne municipalité de Schinnen.
Le 21 janvier 2011, Ubachs a été nommé maire de la commune de Laarbeek. Son prédécesseur Hans Gilissen a été nommé bourgmestre de Venray en janvier 2010 et dans l'intervalle, Nellie Jacobs-Aarts était maire par intérim de Laarbeek.
En octobre 2014, le conseil municipal de Laarbeek a adopté une motion de défiance à l'égard d'Ubachs à la suite de plusieurs incidents. Le maire a répondu par une déclaration dans laquelle il a indiqué que son fonctionnement avait été influencé par le fait qu'il se sentait intimidé depuis longtemps et que, selon son impression, il se trouvait dans un environnement peu sûr. Le commissaire du roi Wim van de Donk a alors ordonné une enquête. Dans l'attente de l'enquête, M. Ubachs s'est retiré et Frans Ronnes a été nommé adjoint.
Le comité d'enquête a rendu son rapport en janvier 2015 et a établi qu'il s'agissait effectivement d'un environnement peu sûr et intimidant dans lequel les Ubachs devaient travailler. À la suite de ce rapport, le conseil municipal a estimé qu'Ubachs devait être réhabilité, mais qu'il serait difficile de le faire revenir comme bourgmestre de Laarbeek. En conséquence, Ubachs a décidé de se retirer définitivement de son poste. Sa démission a pris effet le 1er mars 2015.
Ubachs avait été nommé maire par intérim de la municipalité de Gulpen-Wittem en mai 2016. Début 2017, Nicole Ramaekers-Rutjens a été désignée par le conseil municipal de Gulpen-Wittem pour y devenir maire. En novembre 2017, Ubachs est devenu le maire par intérim de Best. Depuis le 11 décembre 2018, il y est devenu le maire nommé par la couronne. Le 18 février 2025, il a dû démissionner de son poste en raison de problèmes de santé.